# Widdringtonia

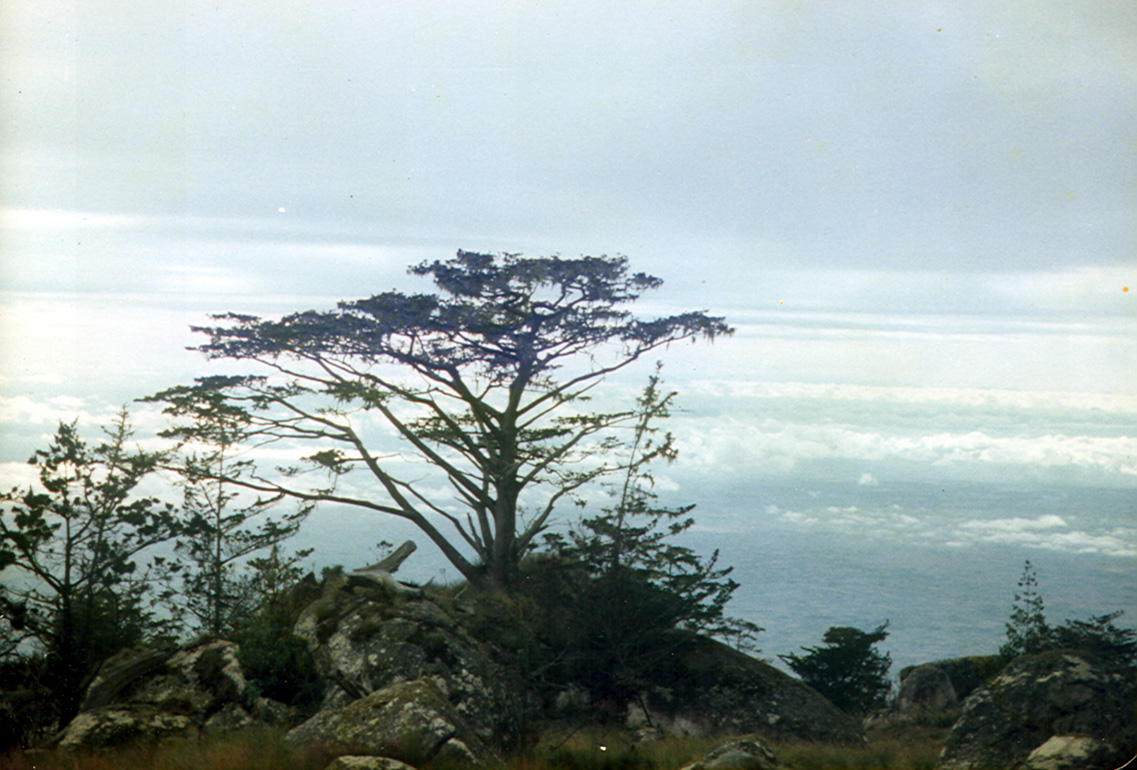
Pokrój Widdringtonia whytei

Widdringtonia (Widdringtonia) – rodzaj drzew z rodziny cyprysowatych (Cupressaceae). Obejmuje cztery gatunki występujące w południowej Afryce od Malawi po RPA. Wszystkie rosną w lasach w dolinach górskich, często obficie porośnięte porostami, paprociami i skrętnikami Streptocarpus. Dostarczają bardzo cenionego, trwałego drewna, zwłaszcza poszukiwanym jego źródłem jest gatunek Widdringtonia whytei – rosnący w niewielkich pozostałościach dawniej rozległych lasów w górach Mlandżi w Malawi. Dla zapewnienia dostaw surowca drzewnego rośliny z tego gatunku uprawiane są na plantacjach w Malawi i Kenii.

## Morfologia
PokrójDrzewa osiągające ponad 40 m wysokości. Za młodu rośliny są zwarte i stożkowate, starsze okazy są bardzo rozłożyste, o szerokich, spłaszczonych koronach. Końce pędów są luźno rozgałęzione.
LiścieMłodociane szpilkowate, spłaszczone, ułożone spiralnie i modrozielone, osiągają do 2,5 cm długości. Liście właściwe łuskowate, wyrastają naprzemianlegle w parach. Są drobne (osiągają od 1 do 2 mm długości).
Organy generatywneRośliny jednopienne, rzadziej dwupienne. Szyszki męskie wyrastają pojedynczo na końcach bocznych gałązek. Osiągają do 3 mm długości. Szyszki żeńskie rozwijają się pojedynczo lub skupione po kilka, w miarę dojrzewania drewnieją, są kulistawe, ożywicowane i tworzone przez 4 grube łuski (makrosporofile) równych rozmiarów, wyrastające w jednym okółku. Na każdej łusce powstaje od jednego do kilku nasion (w sumie jest ich zwykle od 5 do 10). Nasiona są oskrzydlone.
NasionaCiemnobrązowe do czarnych, zaopatrzone w dwa równej wielkości skrzydełka.

## Systematyka
Wykaz gatunków
- Widdringtonia nodiflora (L.) E.Powrie
- Widdringtonia schwarzii (Marloth) Mast.
- Widdringtonia wallichii Endl. ex Carrière
- Widdringtonia whytei Rendle